# 什里兰布尔（乡）
什里兰布尔（乡）（Shrirampur (Rural)）是印度马哈拉施特拉邦艾哈邁德訥格爾縣的一个城镇。总人口7510（2001年）。

## 人口
该地2001年总人口7510人，其中男性3850人，女性3660人；0—6岁人口900人，其中男478人，女422人；识字率68.99%，其中男性为78.86%，女性为58.61%。